# Mobile Legends: Bang Bang
Mobile Legends: Bang Bang (сокр. MLBB) — многопользовательская командная видеоигра в жанре MOBA, разработанная Moonton для мобильных устройств.

## Игровой процесс
Две команды, состоящие (каждая) из 5 игроков, сражаются друг с другом, чтобы достичь и уничтожить замок («базу», «трон») противника, одновременно защищая свой для контроля пути — трёх «линий» («верхняя» — топ, «центральная» — мид и «нижняя» — бот), соединяющих замки. В игре также есть карта с изображением таймингов — «баффов» и полоской здоровья на иконке героев.
Каждый игрок управляет своим персонажем («героем»). Более слабые, управляемые компьютером персонажи, называемые «миньоны», появляются на замках команд и следуют по трём линиям до замка противоположной команды, сражаясь с врагами и башнями. Также присутствует система боевых заклинаний. Главной задачей является полное уничтожение центрального замка противников.

### Внутриигровые персонажи
В MLBB всего 6 классов героев:
- Стрелок — класс дальнеатакующих героев, которые имеют большой радиус действия и высокий физический, магический, а так же чистый уроны. Герои данного класса имеют малый запас здоровья и защиты.
- Убийца — класс героев, которые способны наносить большой физический и магический уроны, а также обладающих хорошей мобильностью. Герои данного класса имеют средний запас здоровья и защиты.
- Маг — класс героев, атакующих магией и имеющих разрушительный урон, а также навыки контроля и способных оглушить одного или нескольких врагов одновременно. Герои данного класса имеют малый запас здоровья и защиты.
- Поддержка — класс героев, способных лечить или усиливать своих союзников. У данного класса, как у магов, есть умения оглушать или препятствовать своим врагами. Герои данного класса имеют низкий запас здоровья и защиты.
- Боец — класс героев, способные застать врага врасплох. Герои данного класса имеют средний запас здоровья и защиты, а также высокий урон.
- Танк — класс героев, требующийся для того, чтобы брать на себя весь основной удар врага и открывать дорогу своим союзникам всех остальных классов. Чаще всего этот класс начинает первыми инициировать. Герои данного класса имеют большой запас здоровья и защиты, а также средний урон.

### Режимы
- Рейтинговый — это режим, отличающийся от боя тем, что позволяет повышать свой ранг. В игре есть 10 рангов — дивизионов: «Воин», «Элита», «Мастер», «Грандмастер», «Эпик», «Легенда», «Мифический», «Мифическая честь», «Мифическая слава» и «Мифический Бессмертный». Новый 10 ранг был добавлен с выходом нового героя Иксия. Чем выше ранг игрока, тем больше наград он получит в конце сезона (кроме звания «Мифический», «Мифическая честь», «Мифическая слава» и «Мифический Бессмертный». — равные награды). Каждый сезон длится три месяца (от 90 до 100 дней), в конце последнего дня идёт подсчёт. После достижения ранга «Эпик» появляется окно драфта и возможность блокировки по 3 героя со стороны каждой команды (с ранга «Мифический» количество блокируемых героев возрастает до 5).
- Аркада — это различные режимы, которые открываются по разным мероприятиям. Основные режимы аркады: Магические шахматы, Режим боя, Смертельная битва, Безумие, Зеркало, Хаос, Эволюция, Опустошение, Выживание, Выживание Нексус (было доступно в честь выхода героя Беатрис), Перезагрузка, Гипермикс.
- Также есть возможность войти в матчи против компьютера в режимах «Обычный» (также доступен против игроков), «Режим выбора героя» или войти в пользовательский режим, в котором присутствует также введённый в 2023 году «Лагерь творчества».

### Виды контроля
- Подталкивание — герой с контролем подталкивает вражеского героя при этом может сбить каст способности вражеского героя.
- Подбрасывание — герой с контролем этого типа может подбрасывать вражеского героя и сбить каст способности.
- Заморозка — герой с контролем может ненадолго заморозить вражеского героя и обездвижить.
- Немота — герой с контролем этого типа способен наложить эффект немоты, от наложенного эффекта вражеский герой не может использовать свои способности.
- Против эскейпа — контроль такого типа владеет немного героев (Хуфра, Минситтар), при использовании контроля вражеский герой не может использовать способности связанным с эскейпом.
- Провокация — герой с контролем этого типа способен наложить эффект таргета на себя.
- Стягивание — герой с контролем этого типа стягивает (собирает) вражеских героев в одном месте.
- Подавление — могут использовать только три героя (Бартс — ультимейт, Франко — ультимейт, Кая — ультимейт), при этом герой, на которого применяется способность, не может освободиться заклинанием «Очищение». Подавление проходит через невосприимчивость к контролю.

Виды урона
- Физический урон
- Магический урон
- Чистый урон

Виды проникновения
- Физическое проникновение
- Магическое проникновение

### События

#### 515 Unite
В 2020 году, в связи с пандемией коронавируса на 2019—2020, данное событие было ограничено онлайн-мероприятиями и конкурсами.
515 Unite — это ежегодное (15 мая) глобальное событие MLBB. Оно включает в себя:
- исполнение игровой песни;
- охота за сокровищами;
- конкурс косплея;
- пользовательский внутриигровой режим (только во время события).

## Популярность
Игра стала популярной в Юго-Восточной Азии, где в 2017 году была самым скачиваемым бесплатным приложением для мобильных игр среди пользователей iPhone. В регионе проводятся турниры по MLBB, в том числе ежегодный Кубок Юго-Восточной Азии. Также является игрой года в сфере мобильных игр.

## Киберспорт
По игре проводятся киберспортивные турниры, в том числе чемпионат мира M World Championship.

## Споры
В июле 2017 года Riot Games подала иск против Moonton из-за нарушения авторских прав, ссылаясь на сходство дизайна героев между MLBB и League of Legends, однако суд отклонил иск со стороны Riot games, решив, что суд должен проходить в Китае. В мае 2022 года Riot Games повторно подали иск из-за нарушения авторских прав в Калифорнийский суд, однако этот иск также был отклонён.
В июле 2018 года китайский суд присудил Tencent, материнской компании Riot, 2,90 млн долларов США (19,4 млн. Юаней) в результате победы в иске против гендиректора Moonton Сюй Чжэньхуа, бывшего старшего сотрудника Tencent, за нарушение договора о неконкуренции.
В октябре 2022 Moonton выиграли суд против Tencent за клевету в сторону их компании.